# Luperina cinerea
Luperina cinerea är en fjärilsart som beskrevs av Tutt 1891. Luperina cinerea ingår i släktet Luperina och familjen nattflyn. Inga underarter finns listade i Catalogue of Life.